# پیتر برگر
پیتر لودویگ برگر (انگلیسی: Peter L. Berger؛ زادهٔ ۱۷ مارس ۱۹۲۹-درگذشت ۲۷ ژوئن ۲۰۱۷) جامعه‌شناس اتریشی‌الاصل آمریکایی که برای کارهای خود دربارهٔ جامعه‌شناسی معرفت، جامعه‌شناسی دین، مطالعات مدرنیزاسیون، و کمک‌های نظری به نظریه جامعه‌شناختی شناخته شده‌است.

## زندگی‌نامه
پیتر لودویگ برگر در ۱۷ مارس ۱۹۲۹ در وین به دنیا آمد. پدر و مادرش جورج ویلیام و جلکا (لیو) برگر یهودیانی مسیحی‌شده بودند. او در ۲۷ ژوئن ۲۰۱۷ (۸۸ سال) در خانه‌اش در بروکلین و پس از بیماری‌ای طولانی‌مدت درگذشت. او اندکی پس از جنگ جهانی دوم در سال ۱۹۴۶ به ایالات متحده مهاجرت کرد و در سال ۱۹۵۲ نیز شهروند عادی آمریکا شد.
در ۲۸ سپتامبر ۱۹۵۹ با بریجیت کلنر که یک جامعه‌شناس برجسته و مدیر گروه دپارتمان جامعه‌شناسی کالج ولزلی و دانشگاه بوستون بود ازدواج کرد. بریجیت در سال ۱۹۲۸ در آلمان شرقی متولد شد و در میانهٔ دههٔ ۱۹۵۰ به ایالات متحده مهاجرت کرد. کلنر جامعه‌شناسی بود که بر جامعه‌شناسی خانواده تمرکز داشت و استدلال می‌کرد که خانوادهٔ هسته‌ای از دلایل اصلی مدرنیزاسیون است. او اگرچه دربارهٔ خانواده‌های سنتی مطالعه می‌کرد اما از روابط هم‌جنس‌گرایی نیز حمایت می‌نمود.
آن‌ها دو پسر داشتند؛ توماس اولریخ برگر و مایکل جورج برگر. توماس که یک پژوهشگر روابط بین‌الملل است هم‌اکنون استاد دانشکدهٔ مطالعات جهانی پردی در دانشگاه بوستون است. او هم‌چنین کتاب‌های جنگ، گناه و سیاست جهانی پس از جنگ جهانی دوم (۲۰۱۲) و فرهنگ‌های ضدجنگ‌گرا: امنیت ملی در آلمان و ژاپن (۲۰۰۳) را در کارنامه دارد.

## اندیشه
پیتر برگر به همراه توماس لاکمن در سال ۱۹۶۷ کتابی با عنوان ساخت اجتماعی واقعیت منتشر کردند که یکی از مهمترین تحولات جامعه‌شناسی پدیدارشناسانه در دههٔ ۱۹۶۰ بعد از آثار آلفرد شوتس بود و یکی از پرخواننده‌ترین و بانفوذترین کتاب‌های جامعه‌شناسی این دوره شد. یکی از جاذبه‌های این کتاب برای جامعه‌شناسی معاصر برگرداندن پدیدارشناسیِ گهگاه پر رمز و راز شوتس به زبان نظریهٔ متعارف جامعه‌شناسی بود. همچنین برگر و لاکمن از نظریات شوتس فراتر رفتند و تلاش کردند تا کار شوتس را با روان‌شناسی اجتماعی جورج هربرت مید پیوند دهند و بعد این دو دیدگاه را با نظریات کارل مارکس و امیل دورکیم تکمیل کنند. همچنین کوشیدند تا نظریات ماکس وبر دربارهٔ کنش اجتماعی را با نظریات دورکیم در مورد واقعیت‌های اجتماعی برون‌ذهنی ترکیب کنند. آن‌ها با ترکیب واقعیت عینی و معنای ذهنی می‌خواستند نشان دهند که انسان‌ها محصولات همان جامعه‌ای هستند که خود خلق می‌کنند.